# Oldfieldia africana
Espèce
Oldfieldia africana Benth. & Hook.f. (connu sous le nom de chêne d'Afrique) est une espèce de plantes à fleurs de la famille des Picrodendraceae et du genre Oldfieldia. C'est un arbre présent en Afrique tropicale.

## Description
C'est un grand arbre pouvant atteindre 40 m de hauteur.

## Distribution
D'abord connue en Sierra Leone et en Côte d'Ivoire, l'espèce est également présente au Cameroun, où Mildbraed découvrit notamment un spécimen imposant, à large couronne, le 10 janvier 1911, aux environs de Moloundou.

## Utilisation
Le bois de Oldfieldia africana est sans doute l'un des plus anciens importés en Europe depuis l'Afrique de l'Ouest. Utilisé dès le XVIIIe siècle en Grande-Bretagne pour la construction navale, en remplacement du chêne, il fait toujours l'objet d'un commerce international, mais en moindres quantités.
L'écorce connaît de multiples usages, notamment médicinaux. 
L'arbre lui-même joue un rôle significatif lors de certaines cérémonies rituelles. Les coques de ses fruits, réunies dans une corbeille, sont utilisées comme instrument de divination chez les Banen du Cameroun. 